# HN-3

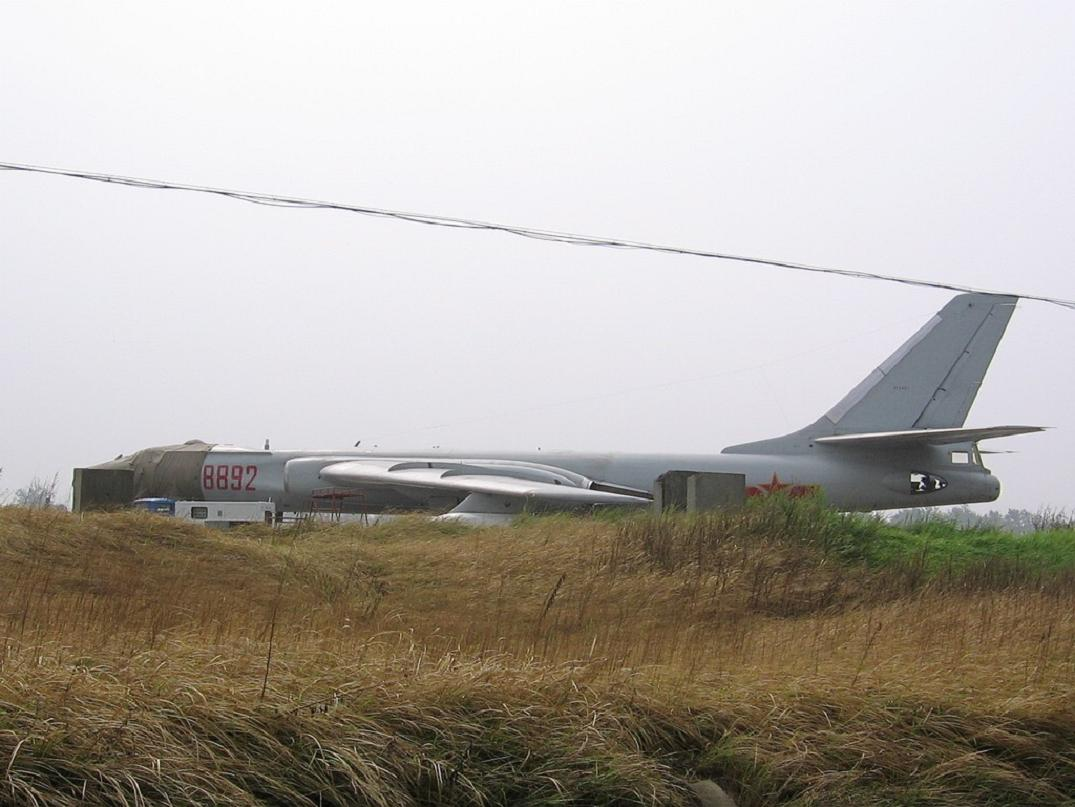
H-6 폭격기에 HN-3을 장착할 수 있다. HN-3의 개량형인 CJ-10은 6발을 장착할 수 있다

HN-3은 중국의 장거리 순항미사일이다. 2002년부터 실전배치되었으며, Tu-16의 중국 라이선스 버전 H-6 폭격기와 지상 발사대에서 발사된다.
40에서 100 m 상공으로 저고도 비행하며, 속도는 마하 0.8이다. 관성항법, TERCOM으로 유도한다.
러시아의 Kh-65 순항미사일을 확대개량했다. HN-3은 Kh-55, HN-1, HN-2과 동일한 R95-300 터보팬 엔진을 사용한다. HN-3은 이전 버전들보다 크며, 일부 소식통은 Kh-65 보다도 크다고 말한다.

## 역사
1970년대 미국은 순항미사일이 매우 비용대 효과가 높은 수단이라는 결론을 내렸다. 3,000 발의 순항미사일의 생산에는 83억 달러면 충분하며, 170대의 B-52 폭격기를 개조하는데 추가로 10억 달러가 소모된다고 보았다.
비록 비밀로 분류되어 공개되지는 않았지만, 미국의 연구와 관련, 중국도 미국의 연구에 바탕하여 연구를 하였고, 비용대 효과가 9:1이라는 결론을 내렸다. 이러한 결론에 따라 최초로 개발한 중국의 순항미사일이 사거리 400 km인 CF-1이다. 1993년에 생산이 시작되었다. 개량을 거쳐 1998년부터 사거리 800 km인 CF-2가 배치되었다.
CF-2의 문제점은 터보팬 엔진이 너무 커서 중국이 보유한 폭격기에 장착할 수가 없다는 점과, 사거리가 800 km 로 너무 짧다는 것이었다. 터보팬 순항미사일은 필요했지만, 당장은 중국의 기술이 부족했다.
1995년을 전후해서야 러시아 Kh-55 미사일의 모든 기술이 중국으로 이전되었다. 또한 1999년에서 2001년 사이에 Kh-55 완제품 6발을 우크라이나로부터 입수했다. 당시 이란도 우크라이나로부터 12발의 Kh-55 미사일을 입수했다. 이를 통해 HN-3 미사일과 DH-10 미사일을 개발하였다. DH-10 미사일은 폭격기에의 장착여부가 불확실하나, HN-3 미사일은 Tu-16의 면허생산인 H-6 폭격기에 장착할 수 있다고 알려져 있다.

## 파생형

### HN-1
HN-1의 외양은 러시아 AS-15A 켄트 (Kh-55), SS-N-21 (RK-55), 미국 RGM-109 토마호크 순항 미사일과 비슷하다. 부스터를 포함해 길이 7.2 m, 직경 0.5 m, 날개폭 2.5 m이다. 부스터 200 kg을 포함해 발사중량은 1,200 kg이다. HN-1은 400 kg의 재래식 탄두, 20-90 kt 핵탄두를 탑재한다.
최소사거리 50 km, 최대사거리는 VLS에서 부스터를 장착해 발사하는 HN-1A 600 km, 부스터 없이 폭격기에서 발사하는 HN-1B 650 km이다. 속도 마하 0.8이며 20 m의 저고도를 유지한 채 비행한다.
HN-1A는 1988년에 최초발사해 1996년 실전배치되었다. 폭격기 발사형 HN-1B는 2001년 6월 최초발사해 2002년 실전배치되었다.

### HN-2
HN-1이 터보제트 엔진을 사용한 것에 비해, HN-2, HN-3은 Kh-55, RK-55의 TRDD-50 터보팬 엔진을 사용한다. 엔진을 교체하여 사거리가 대폭 늘어났다. 지상형 HN-2A, 구축함용 HN-2B의 사거리는 1,800 km, 잠수함용 HN-2C는 1,400 km이다.
직경이 기존의 0.5 m에서 0.7 m로 늘어나 잠수함의 533 mm 어뢰관에서 발사할 수 없다. 무게 1,400 kg, 정확도 5 m CEP이다.
핵탄두 탑재 버전인 DH-10 (CJ-10)는 HN-2를 기반으로 개발되어서, 사거리 1,500 - 2,000 km이다. HN-2와 DH-10은 2002년에 실전배치되었다. 2010년 미국은 핵탄두 탑재 버전인 DH-10 미사일이 200-500발 정도 실전배치된 것으로 추정한다.

### HN-3
HN-3A는 지상형, 구축함용 버전으로 최대사거리 3,000 km, 잠수함용 HN-3B는 2,200 km이다. 직경이 기존의 0.5 m에서 0.7 m로 늘어났으며, 무게가 기존의 1,400 kg에서 1,800 kg으로 늘어났다. 정확도 5 m CEP는 HN-2와 같다. 1999년 최초발사해, 2007년 실전배치되었다.

## 사거리
HN-3의 사거리는 논쟁중이다. 1000 km에서 3000 km까지 다양한 주장이 있다. 그러나 Kh-55를 바탕으로 개발된 DH-10의 사거리는 2000 km에서 3000 km 사이라고 알려져 있다. 비록 중국 외부의 어떤 소식통은 HN-3의 사거리가 1400 km에서 1800 km 사이라는 주장이 있기는 하나, 1000 km에서 2000 km 사이일 것이라는 주장이 보다 설득력이 있어 보인다. 대부분의 중국 소식통들은 사거리가 2000 km 라고 한다.

## 같이 보기
- Kh-55
- RK-55